# Palladodymite
La palladodymite è un minerale, ha relazione trimorfica con la palladoarsenide e la palladobismutharsenide.

## Etimologia
Il nome deriva dalla composizione chimica per il contenuto in palladio (pallado-) e dal greco δύμος, dymos, cioè gemello, in relazione alla somiglianza con la rhodarsenide.